# Братья Боултинг

Джон Эдвард Боултинг (англ. John Edward Boulting; 21 ноября 1913 — 17 июня 1985) и Рой Альфред Кларенс Боултинг (англ. Roy Alfred Clarence Boulting, 21 ноября 1913 — 5 ноября 2001), известные как «братья Боултинг» — братья-близнецы, британские кинорежиссёры и продюсеры, основатели кинокомпании «Чартер филмс».

## Биография
Братья-близнецы Джон и Рой родились в деревне Брей, графство Беркшир, Англия, в семье Артура Боултинга и Роуз Беннет. Оба брата окончили Университет Макгилла в Канаде, после чего с 1933 работали продюсерами/режиссёрами, а также сценаристами в совместных картинах, а в 1937 основали собственную кинокомпанию Charter Films. Наряду с совместными фильмами, снимали и самостоятельные картины.
В конце 1930-х Рой снял несколько детективов: «Учтите свой приговор» (1937), «Преступление в чемодане» (1938), «Следствие» (1939). В 1940 Рой снял фильм «Пастор Холл» о немецком священнике, который в своих проповедях осуждает нацистский режим. Во время второй мировой войны Рой работал в отделе кинопропаганды британской армии, где снял документальные фильмы «Часовые рассвета» (1941), «Они служат за границей» (1942), «Победа в пустыне» (1943), «Победа в Тунисе» (1944, совместно с Фрэнком Капрой), «Победа в Бирме» (1945). Джон снял свой первый самостоятельный фильм «Совместный полёт» в 1945.
После войны Рой снял ряд фильмов социальной проблематики. Совместные работы Джона и Роя включают такие фильмы как Семь дней до полудня (1950), «Брайтонский леденец» (1947, по произведению Грэма Грина), «Взвинченные нервы» (1968) и другие.
В 1950-х братья Боултинг снимали в основном комедии. Джон снял «Похождения рядового» (1956) и «Счастливчик Джим» (1957). С 1958 Джон Боултинг стал одним из руководителей фирмы «Бритиш лайон», с 1972 — консультант сценарного отдела.
Рой Боултинг поставил с американскими партнёрами приключенческую ленту «Чайки над Сорренто» (1954) и «К солнцу» (1956), а на киностудии компании «Бритиш лайон» — комедии «Карлтон Браун — дипломат» (1958), «Я в порядке, Джек!» (1959), «Любовница — француженка» (1960), «Девушка в моём супе» (1970), «Мягкие постели — жёсткие сражения» (1974) и другие.
Братья Боултинг во многих своих фильмах использовали одних и тех же актёров, в частности Йена Кармайкла, Ричарда Аттенборо, Терри-Томаса, Денниса Прайса, Джона Ле Мезюрье, Ирен Хэндл. Актёр Питер Селлерс за роль в фильме «Я в порядке, Джек!» был удостоен Премии BAFTA за лучшую мужскую роль.
В 1980-е Рой Боултинг работал на BBC, в частности, был режиссёром нескольких серий популярного сериала «Мисс Марпл».
Джон Боултинг умер 17 июня 1985 года в Беркшире, а Рой — 5 ноября 2001 года в Оксфордшире.
Старший брат Джона и Роя Сидней был актёром и театральным продюсером, выступал под псевдонимом Питер Коутс.

## Личная жизнь
Джон был женат один раз, его жена Анна (ум.1985) родом из ЮАР, в браке у них было двое детей.
Рой был женат шесть раз, от брака с Хэйли Миллс у него был сын Криспиан.